# トレンチャント (潜水艦)
トレンチャント (HMS Trenchant, P331) は、イギリス海軍の潜水艦。T級潜水艦第3グループの1隻。
艦名は「鋭い、痛烈な」という意味の形容詞に由来し、イギリス海軍においてこの名を持つ艦としては2代目にあたる。本艦の船紋章は「青白の波と赤い地に鋭い剣」であった。

## 艦歴
「トレンチャント」は1941年8月25日にケント州のチャタム工廠へ発注され、1942年5月9日起工、1943年3月24日進水し、1944年2月26日に初代艦長アーサー・リチャード・ヘズレット少佐の指揮の下就役した。

### 大西洋
就役後、第4潜水艦戦隊に配属された「トレンチャント」はノア周辺で試験後、3月から4月にかけてクライドで第7潜水艦戦隊と共に整調を行った。
整調期間中には、軽巡洋艦「シェフィールド」、駆逐艦「ウェストコット 」、「サードニクス」等の水上艦艇と複数の演習を実施している。

### 極東へ
1944年5月14日、「トレンチャント」は極東に派遣されることになり、中継地であるジブラルタルへ向けてホーリー・ロッホを出航した。自由フランス海軍潜水艦「ジュノン」が同行し、2隻は「サードニクス」の護衛を受けた。ジブラルタル到着後、「トレンチャント」らは輸送船団KMS51船団に加入して地中海に入り、6月2日にマルタへ到着した。
その後も「トレンチャント」は東進を続け、6月14日ポートサイド着。さらにスエズ運河を通過して紅海、そしてインド洋へ入り、アデンを経由して7月1日にセイロン島コロンボへ到着した。7月4日、目的地であるトリンコマリーへ入港する。

### 1回目の哨戒
トリンコマリー沖で演習後、1944年7月25日に「トレンチャント」はスマトラ島西岸へ1回目の哨戒に出撃した。8月5日、北緯02度19.5分 東経100度46分 / 北緯2.3250度 東経100.767度で沿岸貨物船1隻と護衛の小型艇1隻を発見。艦尾と舷側の発射管から魚雷3本を発射したが命中せず、船団から反撃もなかった。翌8月6日に再度船団を発見した。前日の雷撃では、おそらく船艇が小型すぎて魚雷が命中しなかったのだと判断されたため、今度は浮上砲撃で沈めようとしたが海況が悪く実施できなかった。8月9日、北緯03度04分 東経101度16分 / 北緯3.067度 東経101.267度で先日と同じ2隻を発見、今度は3,000ヤード (2,700 m)の距離から4インチ砲を発射し、両方とも沈めた。「トレンチャント」は日本人14名を救助した。
8月10日から11日にかけて、「トレンチャント」はB-29爆撃機による日本軍占領地への機雷投下作戦（ブーメラン作戦）に参加。パレンバンへ向かったB-29が不時着水した場合の搭乗員救助任務に就くが、喪失機はなく出番はなかった。8月17日、「トレンチャント」はトリンコマリーに帰投した。

### 2回目の哨戒
「トレンチャント」はトリンコマリーで入渠を行い、9月初めまでオーストラリア海軍やオランダ海軍の艦艇と演習を実施した。9月５日、「トレンチャント」はマラッカ海峡へ2回目の哨戒に出発した。今回の哨戒は、ペナンを拠点とするモンスーン戦隊のUボート迎撃と、特殊作戦執行部（SOE）工作員を上陸させて破壊工作を行うことが主な目的であった。
9月11日の夜、「トレンチャント」はスマトラ島北部ペウダダ沖北緯05度18分 東経96度35分 / 北緯5.300度 東経96.583度の海域に浮上し、コマンドスをフォルボット（折り畳み式カヤック）で上陸させてペウダダ川河口の鉄道橋を爆破しようとした（スプラット・ベイカー作戦）。しかし、波が高く攻撃隊は上陸に失敗した。一旦、攻撃隊を回収して沖で待機後、翌9月12日の夜に再上陸を試みたところ今度は成功し、鉄道橋爆破に成功した。攻撃隊を回収後、潜望鏡で観測すると鉄道橋が破壊されているのが見えた。
9月16日夜、「トレンチャント」はマラッカ海峡北緯04度11分 東経98度24分 / 北緯4.183度 東経98.400度の地点に機雷を敷設した。機雷を敷設した際、数隻の沿岸貨物船が見えたのでそのうち1隻を砲撃し、1発を命中させたが暗闇のためそれ以上の攻撃はできなかった。この時「トレンチャント」が敷設した機雷は、1945年1月23日に 石油タンカー「Hozan Maru nr. 1」と商船「Nikkaku Maru」の沈没原因になったと推定されている。
9月19日、「トレンチャント」は北緯03度01分 東経100度34分 / 北緯3.017度 東経100.567度で20トン級ジャンク船2隻を発見。乗員を追い出すため、そのうち1隻の帆へ訓練弾2発を撃ち込んで威嚇したが反応がなく、さらに榴弾1発を中央部に撃ち込んで様子を窺ったが同様に反応がなかった。砲撃を再開したが、火災は起こらず沈む気配もなかったため、そのまま体当たり攻撃をかけて沈めた。もう1隻のジャンク船は乗員が逃げ出したため、そちらも体当たりで沈めた。
9月23日、ウルトラ情報に基づき哨戒中だった「トレンチャント」は、ペナン北西北緯05度46分 東経100度04分 / 北緯5.767度 東経100.067度でUボート「U-859」に舷側と艦尾魚雷発射管から魚雷3本を発射、1本を命中させ撃沈した。「トレンチャント」は生存者11名を救助したが、日本の軍艦が出現したため海中の6名を残したまま潜航せざるを得なかった（18名中10名救助とも）。残された生存者は、後に日本海軍の潜水艦に救助された。10月1日、「トレンチャント」はトリンコマリーに帰港した。

### 3回目の哨戒
トリンコマリー沖で演習後、「トレンチャント」は10月20日に3回目の哨戒へ出撃した。今回の哨戒はマラッカ海峡での哨戒のほか、人間魚雷チャリオットをプーケット港へ潜入させて在泊艦船を攻撃する任務も含まれていた。そのため、「トレンチャント」にはチャリオット2隻と乗員が搭載されていた。
10月27日、「トレンチャント」から発進した2隻のチャリオット「タイニー」と「スラッシャー」はプーケット港に潜入して機雷を設置、「スマトラ丸」（拿捕船：元オランダ船「トモリ」、983トン）を着底させ、「ヴォルピ」（拿捕船：元イタリア船、5,292総トン）を損傷させた。
11月9日、マラッカ海峡で3,000トン級商船1隻、500トン級石油タンカー1隻、沿岸貨物船2隻、護衛の大型駆潜艇2隻からなる輸送船団を発見し、北緯02度59分 東経100度05分 / 北緯2.983度 東経100.083度において魚雷5本を発射したが命中せず。爆雷による反撃があったが、どれも離れており影響はなかった。11月12日には北緯03度06分 東経100度06分 / 北緯3.100度 東経100.100度地点でジャンク船を砲撃で沈めた。11月16日、「トレンチャント」はトリンコマリーへ帰投した。

### 4回目の哨戒
トリンコマリー沖で演習後、12月11日に「トレンチャント」は4回目の哨戒に出た。今回のマラッカ海峡での哨戒は、姉妹艦「テラピン」と共同で行われた。
12月20日、「トレンチャント」はマラッカ海峡北緯03度18分 東経99度47分 / 北緯3.300度 東経99.783度地点で日本艦から砲撃と爆雷攻撃を受けたが、損害はなかった。翌12月21日、スマトラ島沖北緯03度23分 東経99度43分 / 北緯3.383度 東経99.717度地点で大発動艇と思われる日本の舟艇2隻を砲撃して沈めた。飛来した零式水上偵察機が爆弾1発を投下したが、「トレンチャント」は潜航して逃げおおせた。
12月25日のクリスマスの日、北緯03度18分 東経99度42分 / 北緯3.300度 東経99.700度で特設掃海艇1隻と航空機1機に護衛された沿岸貨物船4隻からなる船団を発見。「テラピン」も呼び寄せられ、船団攻撃に移った。航空機が北方へ飛び去ったところで「トレンチャント」と「テラピン」は浮上し、護衛の特設掃海艇「麗水丸」（日本水産、83トン）に砲撃を加え沈めた。沿岸貨物船のうち3隻は岸に擱座し、残る1隻は停止して火が放たれた。海岸が遠浅だったため、「トレンチャント」と「テラピン」は3隻に止めを刺すことができなかった。しかしながら、この戦闘では「麗水丸」のほか、貨物船「第23日出丸」と機帆船「若宮丸」も沈んだとされている。
12月29日、「トレンチャント」は北緯03度47分 東経100度46分 / 北緯3.783度 東経100.767度地点で20トン級ジャンク船2隻を体当たり攻撃で沈めた。翌12月30日にも停泊中の50トン級ジャンク船に対し、4インチ砲弾を撃ち込んだ後で体当たりにより撃沈している。さらに12月31日、北緯02度51分 東経100度13分 / 北緯2.850度 東経100.217度地点で20トン級ジャンク船を曳航中の30トン級ジャンク船を発見。30トン級を20ミリ機銃で撃沈し、20トン級の方は体当たり攻撃で沈めた。同日、15トン級ジャンク船を新たに発見し、こちらも体当たり攻撃で沈没させた。
哨戒中だった12月29日付けで、艦長ヘズレット少佐に最初の殊功勲章（DSO）が授与されている。
年が明けた1945年1月4日、「トレンチャント」は「テラピン」と共にパンダン島の日本軍監視所に対して4インチ砲で艦砲射撃を実施。4インチ砲弾16発を発射して撤退した。1月10日、「トレンチャント」は4回目の哨戒を終了しトリンコマリーに帰投した。

### 5回目の哨戒
トリンコマリーで入渠後、1945年2月18日に「トレンチャント」は5回目の哨戒に向かった。今度の哨戒も、「テラピン」と共同でマラッカ海峡における敵艦船捜索であった。
2月24日朝、「トレンチャント」はマラッカ海峡北緯03度57分 東経100度33分 / 北緯3.950度 東経100.550度地点で20トン級艀2隻を曳航中の80トン級沿岸貨物船を発見し、3隻とも砲撃を加えて沈めた。生存者14名を救助中に、3隻の沿岸貨物船が北へ向かうのを目撃する。「トレンチャント」はペラ川から3隻を寸断する進路をとり、自ら沿岸に擱座した3隻を「テラピン」と共に砲撃して破壊した。その後、海に出たところで通りかかったジャンク船に生存者のうち8名を託し、さらに肺を負傷し死亡した1名を水葬に付した。そこへ敵機2機が飛来し、1機が「テラピン」に、もう1機は「トレンチャント」に攻撃をかけてきた。残りの生存者を逃がすまでは潜航しない決定が下され、機銃で反撃しながら移送を続けた。生存者全員が退艦したところで、「トレンチャント」は大急ぎで潜航し逃げ出した。

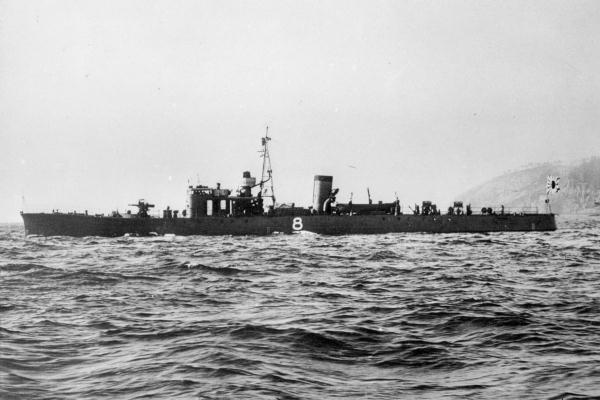
「第八号駆潜艇」

2月25日、「トレンチャント」は北緯03度08分 東経99度57分 / 北緯3.133度 東経99.950度で魚雷艇と航空機に護衛された沿岸貨物船3隻からなる船団に魚雷4本を発射したが外れた。その後、艦首が座礁しかけたため沖に進路を変えて撤退した。敵からの反撃もなかった。3月4日、「トレンチャント」と「テラピン」はペナン南方北緯04度04分 東経100度35分 / 北緯4.067度 東経100.583度地点で「第八号駆潜艇」を4インチ砲で撃沈した。さらに、同日北緯04度10分 東経100度36分 / 北緯4.167度 東経100.600度で30トン級機帆船を発見し、こちらも砲撃で沈めた。3月9日には北緯03度15分 東経99度48分 / 北緯3.250度 東経99.800度で40トン級艀を曳航中の20トン級蒸気曳船を砲撃で撃沈。やがて、一式陸上攻撃機らしき敵機が飛んできたため潜航して離脱した。3月16日、「トレンチャント」はトリンコマリーに入港した。

### 6回目の哨戒
「トレンチャント」は1945年4月21日にトリンコマリーを出航し、5月5日にオーストラリアのフリーマントルへ到着した。フリーマントル沖で演習を行った後、今度はジャワ海へ6回目の哨戒に出撃した。
5月25日、「トレンチャント」はマンダリカ島沖南緯06度23分 東経110度55分 / 南緯6.383度 東経110.917度で沿岸貨物船を護衛中の「百五号掃海特務艇」を発見、砲戦を交わした。交戦中に4インチ砲が排莢不良を起こし一時射撃不能となるも、複数の命中弾を与え「百五号掃海特務艇」を撃沈した。「トレンチャント」は炎上して停止した「百五号掃海特務艇」に対し、400ヤード (365.8 m)の距離から魚雷1本を発射したが、こちらは距離が近すぎたため調定深度に到達せず外れた。沿岸貨物船の方は浜辺に擱座したので6,000ヤード (5,486.4 m)の距離から12発砲撃してみたものの、距離が遠すぎて当てるのは困難だったため、敵機が来る前に攻撃を諦めて撤退することにした。

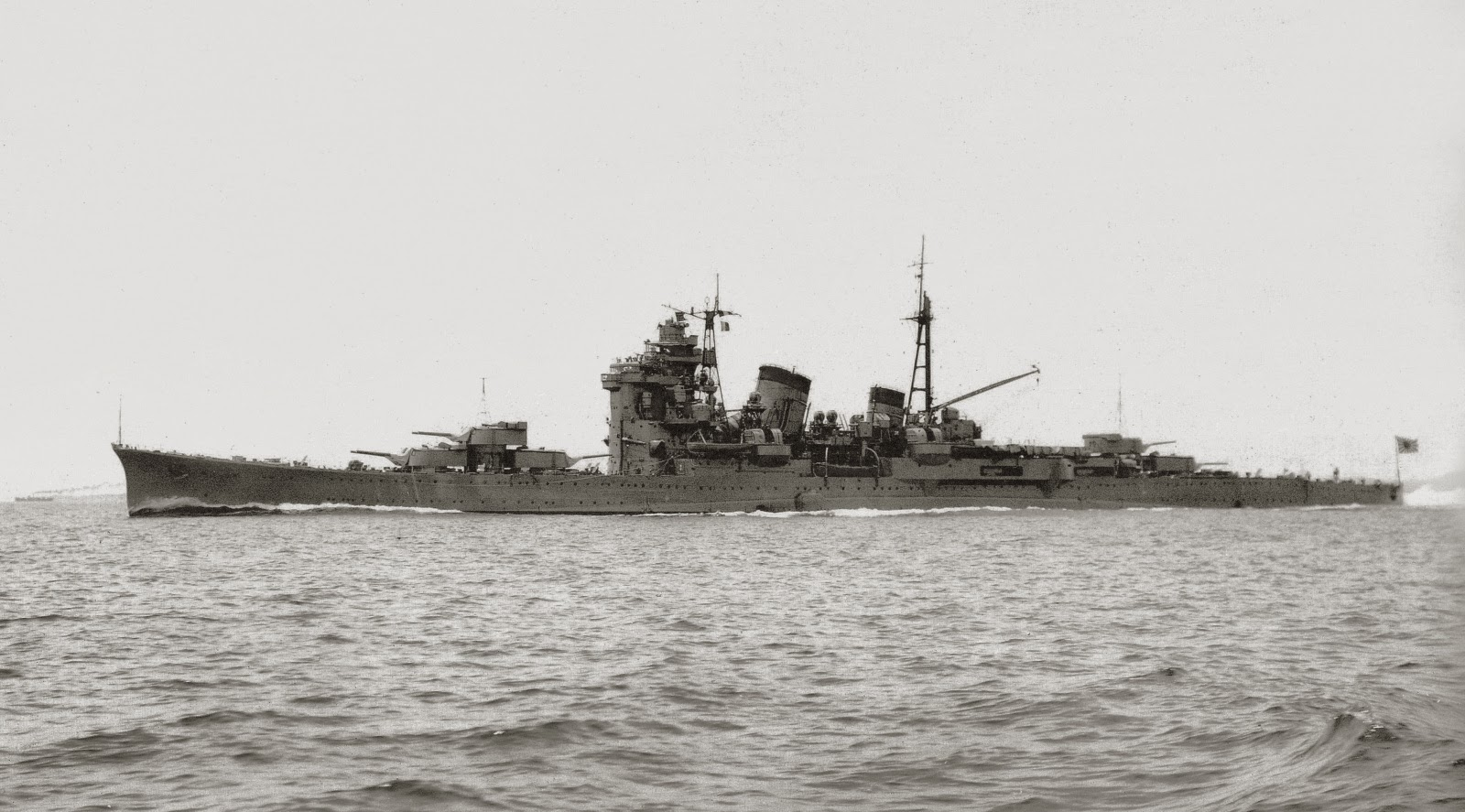
重巡洋艦「足柄」

6月8日、「トレンチャント」はその艦歴で最大の戦果を得ることになった。「トレンチャント」はブルネイ上陸支援のためマレー半島沖へ向かうよう命じられた。だが、アメリカ海軍潜水艦「ブルーバック」から日本の巡洋艦と駆逐艦1隻がバタビアに入港したとの情報を得て、許可を得てバンカ海峡へと向かった。日本の巡洋艦と駆逐艦1隻とは重巡洋艦「足柄」と駆逐艦「神風」であり、6月4日にシンガポールを出港し6月5日にバタビアに到着、陸軍の兵員や物資を乗せ6月7日に出港してシンガポールに向かっていた。「トレンチャント」は2隻を迎撃するため「スティジアン」と共に周辺海域へ展開した。
6月8日4時23分、「トレンチャント」は「神風」と遭遇し、砲撃を受けた。「トレンチャント」も反撃して魚雷1本を「神風」に発射したが回避された。6時16分、「トレンチャント」はバンカ海峡北側出口に移動して待ち構えた。9時55分に「神風」を発見するが、10時30分には視界から消えた。続いて11時48分に南緯01度59.3分 東経104度58.7分 / 南緯1.9883度 東経104.9783度の地点で「足柄」のマストを発見。12時9分、「トレンチャント」はバンカ海峡北側出口で「足柄」に対して艦首魚雷発射管から魚雷8本を発射し、うち5本が命中した。「足柄」からの高角砲による反撃を受けつつも、「トレンチャント」のヘズレット少佐は乗員達に潜望鏡で「足柄」の様子を見ることを許可した。12時24分、「トレンチャント」は艦尾からさらに2本の魚雷を発射したが、これは外れた。「足柄」は南緯01度59.1分 東経104度57分 / 南緯1.9850度 東経104.950度の地点で右舷に転覆し沈没した。「神風」による爆雷攻撃は3マイル (4.8 km)以上離れており脅威とはならなかった。「トレンチャント」は6月20日にフィリピンのスービック湾へ入港した。
「足柄」撃沈の功績により、ヘズレット少佐は2個目の殊功勲章と、アメリカ合衆国からレジオン・オブ・メリットをそれぞれ受章した。

### 7回目の哨戒
6月26日、「トレンチャント」はスービック湾を出航し、ジャワ海へ7回目の哨戒へ向かった。7月13日、オランダ領東インドスラウェシ島ボネ湾北方南緯02度50分 東経120度33分 / 南緯2.833度 東経120.550度の地点で15トン級スクーナーを発見。「トレンチャント」が接近すると原住民の乗員は逃げ出したが、移乗隊が乗り込んで調べると、船倉に日本軍の将校1名と兵士4名がいた。投降を呼びかけても反応がなく、煙幕で燻り出そうとしたところ船倉のハッチや甲板越しに発砲してきたため、移乗隊は説得を諦めて退船した。「トレンチャント」はスクーナーを砲撃で沈め、日本兵達も船と運命を共にした。
7月18日、ロンボク海峡北東の南緯08度24分 東経116度03分 / 南緯8.400度 東経116.050度の地点で小型駆潜艇、曳船、艀を発見し砲撃で破壊。さらに近くの丘にある監視所にも砲撃を加えた。その後、敵機が飛来したため潜航して離脱した。爆弾が近くに投下されたが被害はなかった。7月25日、「トレンチャント」はフリーマントルへ帰投し、程なくして終戦を迎えた。7月29日、艦長がジョン・シャロナー・オーグル大尉に交代。

### 戦後
1945年9月25日、「トレンチャント」はフリーマントルを出航し、改装のためイギリス本国へ向かう。道中で機関故障に見舞われながらも、アデン、ポートサイド、アレクサンドリア、マルタ、ジブラルタルを経由して11月26日にイギリス本国ポーツマスへ到着した。
ポーツマス到着後、「トレンチャント」は解役され予備役に編入された。ゴスポートで数年間保管された後、1949年に再就役し、ロサイスを拠点とする第3潜水艦戦隊に配属された。1951年には地中海艦隊に移り、マルタの第1潜水艦戦隊に配備された。
T級潜水艦第3グループのうち8隻が水中高速潜水艦への近代化改装を受けたが、「トレンチャント」は対象艦には選ばれなかった。1959年に再度チャタムで解役され、1962年に廃棄リストに載る。翌1963年7月1日にクライドにおいてブリティッシュ・アイアン・アンド・スチール・コーポレーション（BISCO）によりスクラップとして売却され、曳航された「トレンチャント」の艦体は1963年7月23日に解体地であるファスレーンのメタル・インダトリーズ社へ到着した。

## 栄典
「トレンチャント」は第二次世界大戦の戦功で1個の戦闘名誉章(Battle honour)を受章した。
- 「MALAYA 1944-45」